# Oviparitate

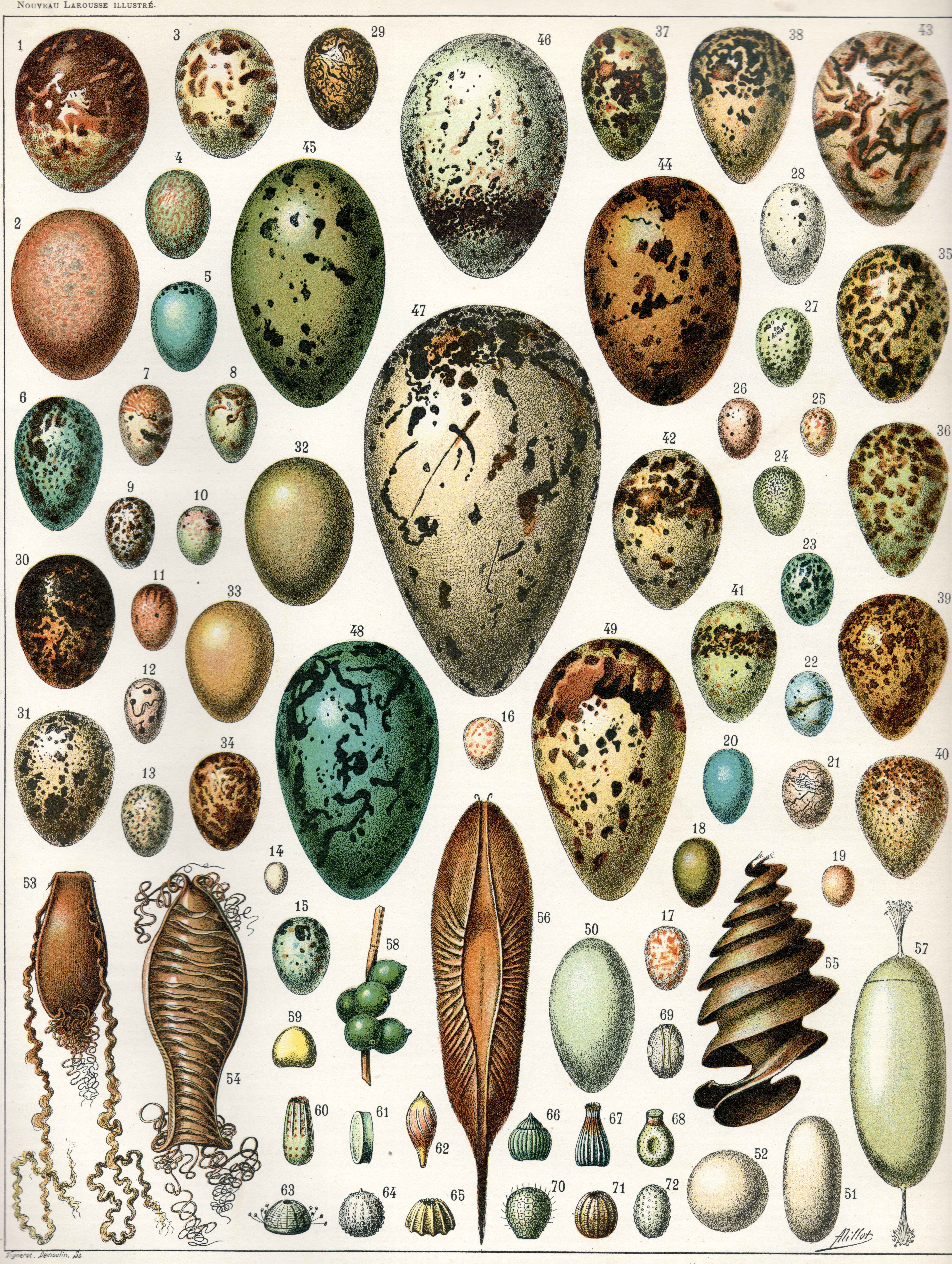
Ouă diverse (reprezentare artistică)

Animalele ovipare sunt animalele care se reproduc prin ouă.
Animalele ovipare sunt animalele care se reproduc prin depunerea de ouă.